# Adam z Wągrowca
Adam z Wągrowca (zm. 27 sierpnia 1629 w Wągrowcu) – polski organista, kompozytor, zakonnik-cysters, należący do klasztoru cystersów w Wągrowcu.

## Życiorys
Pochodził z Margonina na Pałukach. Za życia cieszył się opinią wybitnego muzyka i świetnego organisty; 17 marca 1620 był zaproszony wypróbować nowe organy w katedrze gnieźnieńskiej. W żmudzkich Krożach na Litwie zachowała się tabulatura organowa (ok. 1618), zawierająca ponad 30 jego utworów. 
Jako kompozytor reprezentował tradycje włoskiego renesansu i wczesnego baroku; jego utwory organowe są bliskie stylistycznie kompozycjom Girolamo Frescobaldiego. Jako pierwszy zastosował w notacji utworu  organowego osobną (trzecią) pięciolinię dla zapisu partii wykonywanej nogami na klawiaturze pedałowej.

## Dyskografia
- 2008 : Adam z Wągrowca, Piotr Żelechowski, Petrus de Drusina - Complete works; Acte Préalable AP0165